# Пелікан-Бей (Техас)
Пелікан-Бей (англ. Pelican Bay) — місто (англ. city) в США, в окрузі Таррант штату Техас. Населення — 2049 осіб (2020).

## Географія
Пелікан-Бей розташований за координатами 32°55′22″ пн. ш. 97°31′8″ зх. д. / 32.92278° пн. ш. 97.51889° зх. д. (32.922750, -97.518921).  За даними Бюро перепису населення США в 2010 році місто мало площу 1,74 км², уся площа — суходіл.

## Демографія
Згідно з переписом 2010 року, у місті мешкало 1547 осіб у 554 домогосподарствах у складі 391 родини. Густота населення становила 892 особи/км².  Було 644 помешкання (371/км²).
Расовий склад населення:
| - 92,4 % — білих - 0,8 % — корінних американців - 0,6 % — чорних або афроамериканців - 0,6 % — азіатів - 2,9 % — осіб інших рас |

До двох чи більше рас належало 2,6 %. Частка іспаномовних становила 12,3 % від усіх жителів.
За віковим діапазоном населення розподілялося таким чином: 27,8 % — особи молодші 18 років, 62,8 % — особи у віці 18—64 років, 9,4 % — особи у віці 65 років та старші. Медіана віку мешканця становила 34,1 року. На 100 осіб жіночої статі у місті припадало 97,6 чоловіків;  на 100 жінок у віці від 18 років та старших — 97,7 чоловіків також старших 18 років.
Середній дохід на одне домашнє господарство  становив 44 763 долари США (медіана — 32 008), а середній дохід на одну сім'ю — 44 357 доларів (медіана — 30 492). Медіана доходів становила 31 738 доларів для чоловіків та 23 949 доларів для жінок. За межею бідності перебувало 36,9 % осіб, у тому числі 53,3 % дітей у віці до 18 років та 24,3 % осіб у віці 65 років та старших.
Цивільне працевлаштоване населення становило 732 особи. Основні галузі зайнятості: освіта, охорона здоров'я та соціальна допомога — 18,2 %, роздрібна торгівля — 16,9 %, будівництво — 13,4 %.